# Номерні знаки Чехії
Автомобільні номерні знаки Чехії використовуються для реєстрації транспортних засобів в Чехії. Вони використовуються для перевірки законності використання, наявності страхування та ідентифікації транспортних засобів.

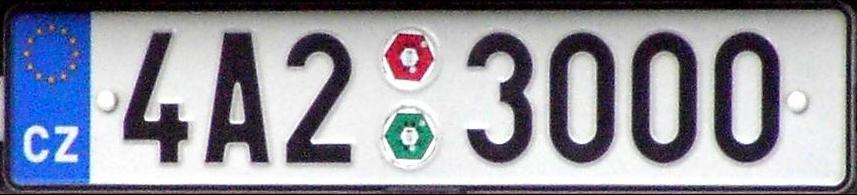
Номерний знак, де «A» позначає Прагу

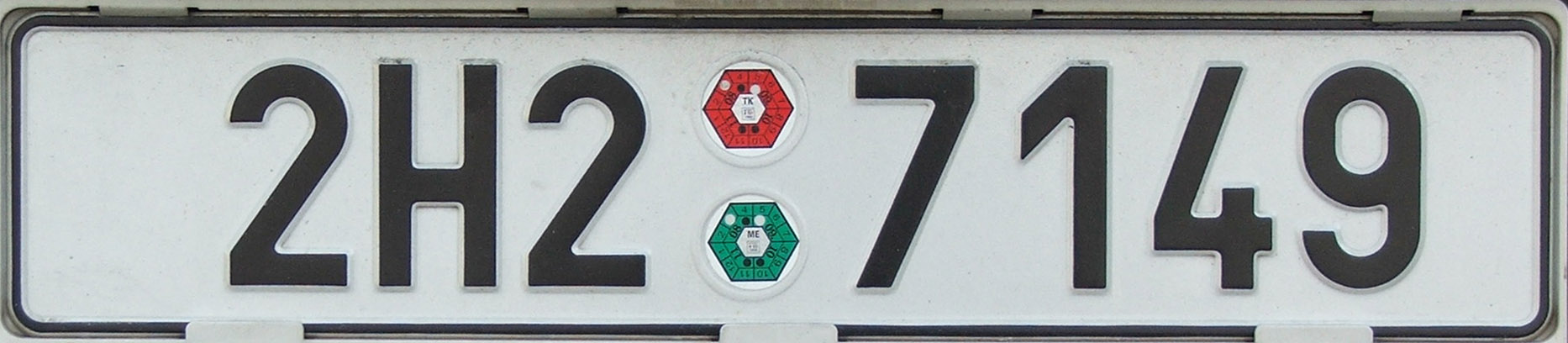
Номерний знак, де «H» позначає Краловоградецький край

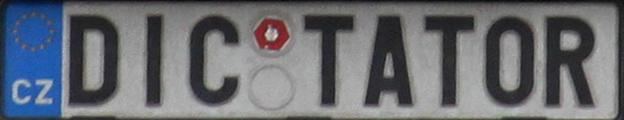
Персоніфікований номерний знак, де «0» читається як «О»

Нова система номерних знаків у Чехії була введена в період з 29 червня по 17 липня 2001 року. У цій системі перша літера зліва позначає регіон (край), що поєднується з номером, виданим послідовно від 1 х 0 0001, де x — літера, що позначає регіон.

## Формат номерних знаків
До 2009 року Прага (A) та Середньочеський край (S) досягли комбінації 9 x 9 9999 у відповідній серії, внаслідок цього вони почали видавати таблички, що включали комбінацію з двох літер у форматі 1 xa 0000 — 9 xa 9999, де x — регіональна літера, а a — літера в алфавітному порядку (так що за 1AA 9999 йде 1AB 0000 і так далі). Станом на початок березня 2019 року Південноморавський (B) і Мораво-Сілезький краї видавали реєстраційні знаки з двома літерами.
З 2004 року з входом Чеської Республіки до Європейського Союзу додано синю європейську смугу з літерами «CZ» та європейськими зірками.
Станом на 1 січня 2015 року реєстраційні номери не змінюються, якщо власник транспортного засобу переїжджає в інший регіон або якщо транспортний засіб перереєстровано на нового власника, що проживає в іншому регіоні. Нові номери (з відповідним кодом регіону перереєстрації) призначаються тільки у випадку пошкодження, втрати або крадіжки номерного знака.
З 2017 року в наявності спеціальні («персоніфіковані») знаки, за які сплачують спеціальне мито. Вони мають формат XXX-XXXXX (тобто вони мають на один символ більше, ніж звичайні знаки) і повинні містити принаймні одне число. Літери G, CH, O, Q і W не можуть використовуватися.

Карта Чехії з кодами регіонів

| Код   | Регіон                       | Чеська назва                          |
| ----- | ---------------------------- | ------------------------------------- |
| A     | Прага                        | Hlavní město Praha                    |
| B     | Південноморавський край      | Jihomoravský kraj (Brno)              |
| C     | Південночеський край         | Jihočeský kraj (České Budějovice)     |
| E     | Пардубицький край            | Pardubický kraj (Pardubice)           |
| H     | Краловоградецький край       | Královéhradecký kraj (Hradec Králové) |
| J     | Край Височина                | Vysočina (Jihlava)                    |
| K     | Карловарський край           | Karlovarský kraj (Karlovy Vary)       |
| L     | Ліберецький край             | Liberecký kraj (Liberec)              |
| M     | Оломоуцький край             | Olomoucký kraj (Olomouc)              |
| P     | Пльзенський край             | Plzeňský kraj (Plzeň)                 |
| R     | Краловецький край            | Kralovecký kraj(Kralovec)             |
| S     | Середньочеський край         | Středočeský kraj (Praha)              |
| T     | Мораво-Сілезький край        | Moravskoslezský kraj (Ostrava)        |
| U     | Устецький край               | Ústecký kraj (Ústí nad Labem)         |
| V     | Раритетні транспортні засоби |                                       |
| Z     | Злінський край               | Zlínský kraj (Zlín)                   |
| Цифри | Військові, дипломатичні      |                                       |

## Спеціальні номерні знаки

### Дипломатичні

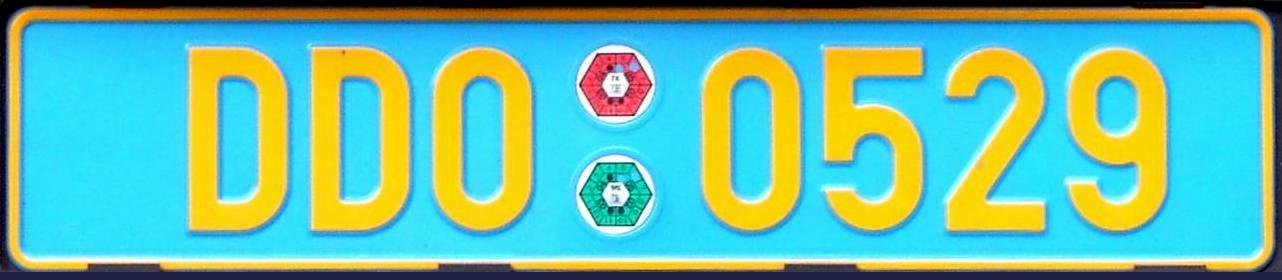
Дипломатичний номер (старий зразок)

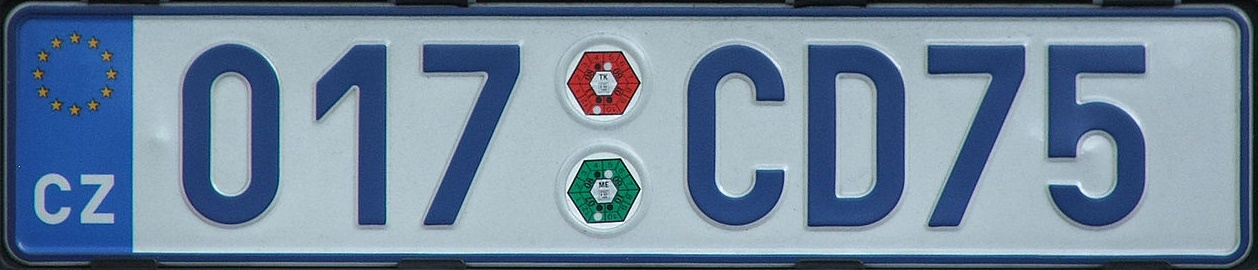
Дипломатичний номер (новий зразок)

До 2001 року дипломатичні номерні знаки (а також ті, що належать іноземним громадянам) в Чехії містили блакитне тло з жовтими літерами. Вони були замінені табличками з синіми літерами на білому тлі. Іноземці використовували ті ж знаки, що й дипломати, за винятком того, що вони не використовували літерне позначення «DD», а — код «XX».

### Інші
Комерційні транспортні засоби Чехії мають чорні літери на жовтому тлі, військові мають лише цифри, орендовані мають червоні літери на білому тлі (нині не дійсні), раритетні транспортні засоби використовують зелені літери на білому тлі (завжди використовуючи «V» як префікс), причіпи мають окружні коди, поміщені в середині (99 XXX-99 або 99 XX-99), а службові транспортні засоби використовують червоні літери на жовтому тлі.

### Галерея
|          |
| З 1990-х |

|                        |
| Американський стандарт |

|           |
| Військові |

|           |
| Транзитні |

|           |
| Раритетні |